# 内山浩文
内山 浩文（うちやま ひろふみ、1980年11月12日。 - ）は、日本のラグビー指導者。現在ジャパンラグビーリーグワン浦安D-Rocksのゼネラルマネージャーを務めている。

## プロフィール
- 宮崎県日向市出身[2]。
- ポジションはウィング(WTB)、センター(CTB)。
- 身長 186 cm、体重 89 kg
- ニックネームはたいじ。
- 兄の康文もラグビー選手[3]。
- 通勤中一緒にラグビーボールを持っていく活動をしている[4]。

## 来歴
高校からラグビーを始めた。
日向高校、中央大学を経て、NTTコミュニケーションズ(現NTTコミュニケーションズ シャイニングアークス東京ベイ浦安)に加入。
2009年、現役引退 後、NTTコミュニケーションズの広報などを経て、2017年、NTTコミュニケーションズシャイニングアークスののゼネラルマネージャーに就任。